# 국사봉 (안성)
국사봉(國師峰)은 대한민국 경기도 안성시 삼죽면에 있는 산이다. 삼죽은 서일, 서이, 서삼 등 크게 3부분으로 구성되었는데, 서삼이 안성시 보개면으로 편입되면서, 국사봉의 현재 위치가 보개면 남풍리로 나온다. 높이는 해발 444m이다. 삼죽초등학교 교가에도 나온다.